# Sōten no Ken
El puño del Cielo Azul  (蒼天の拳 Sōten no Ken?) es un manga seinen creado por Buronson (guionista) y Tetsuo Hara (ilustrador). Es la protosecuela del manga y anime El puño de la Estrella del Norte (北斗の拳 Hokuto no Ken?) de los mismos autores. En lugar de la ciencia ficción posapocalíptica, la historia toma lugar durante un acontecimiento histórico, en Shanghái, durante 1935, en la Segunda Guerra Sino-japonesa.
El manga fue publicado semanalmente en la revista Shukan Comic Bunch de Coamix, en total son 260 capítulos que han sido recopilados en 22 volúmenes.
El anime cuenta con 26 episodios, aunque solo los primeros 22 fueron emitidos por televisión del 4 de octubre de 2006 al 14 de marzo de 2007. 
Una continuación del manga, titulada Sōten no Ken: Re:Genesis ( 蒼天の拳 RE:GENESIS ), comenzó a serializarse en la edición de diciembre de 2017 de Comic Zenon. Está escrito por Hiroyuki Yatsu e ilustrado por Hideki Tsuji con la participación adicional de Tetsuo Hara. Una serie de anime del mismo nombre comenzó a transmitirse del 2 de abril al 17 de diciembre de 2018 con la supervisión de Tetsuo Hara.

## Argumento
El protagonista de esta historia es Kasumi Kenshirō, conocido como Yán-Wáng o El Rey de la Muerte (derivado del mito de Yan Luo Wang), Kasumi es un tranquilo y fumador profesor de Tokio, quien posee el antiguo arte marcial chino, Hokuto Shinken. El viaja a Shanghái después de escuchar que su amigo Pān Guāng-Lín y su hermana Yù-Líng están en problemas.
En Shanghái, Kasumi debe enfrentarse a las tres familias de Hokuto: Hokuto Sonkaken, Hokuto Sōkaken, y Hokuto Ryūkaken (basadas en las familias nobles de Los tres reinos). Al mismo tiempo Kasumi debe ayudar a la Tríada Qīng-Bāng contra las inmorales triadas Hóng-Huá para ganar influencia sobre Shanghái.
Muchas de las historias en el manga contienen hechos históricos reales, como que Shanghái era controlada por el Establecimiento Internacional, los refugiados judíos que huyeron de la persecución Nazi y la invasión del ejército Japonés, Chiang Kai-shek y sus Kuomintang también son mencionados.
- Datos: Q542112